# 科帕尼谢农村居民点
科帕尼谢农村居民点（俄语：Копанищенское сельское поселение）是俄罗斯联邦沃罗涅日州利斯基区所属的一个农村居民点。其下辖有1个居民点，行政中心为科帕尼谢。据2016年统计，该农村居民点的人口为891人。